# Toshiyuki Igarashi
Toshiyuki Igarashi (jap. 五十嵐 俊幸 Igarashi Toshiyuki; ur. 17 stycznia 1984 w Yurihonjō, w prefekturze Akita) – japoński bokser, były zawodowy mistrz świata wagi muszej (do 112 funtów) organizacji WBC.

## Życiorys
Karierę zawodową rozpoczął 12 sierpnia 2006. Do listopada 2011 stoczył 17 walk, z których 15 wygrał, 1 zremisował i 1 przegrał (z Tomonobu Shimizu). W tym czasie zdobył tytuł tymczasowego mistrza Japonii w wadze muszej.
16 lipca 2012 otrzymał szansę walki o tytuł mistrza WBC w kategorii muszej. W Kasukabe (Japonia) zmierzył się z broniącym tytułu Filipińczykiem Sonnym Boyem Jaro. Po zaciętym pojedynku zwyciężył niejednogłośnie na punkty i został nowym mistrzem świata. W pierwszej obronie tytułu zmierzył się, 3 listopada, z Argentyńczykiem Nestorem Danielem Narvaesem. Po zaciętym pojedynku zwyciężył decyzją większości sędziów.
Do drugiej obrony tytułu doszło 8 kwietnia 2013 w Tokio. Spotkał się z byłym mistrzem świata w wadze słomkowej, rodakiem Akirą Yaegashim. Przegrał jednogłośnie na punkty i stracił pas mistrzowski.